# Rue Édouard-Glissant
La rue Édouard-Glissant est une ancienne voie du 20e arrondissement de Paris, en France. En 2021, elle reçoit l'indexation temporaire FV/20 dans l'attente de sa désaffectation dans le cadre du réaménagement de la porte de Montreuil.

## Situation et accès
La rue Édouard-Glissant est ancienne voie située dans le 20e arrondissement de Paris. Elle prolongeait la rue Mendelssohn depuis le 8, rue des Docteurs-Déjérine jusqu’au 15, place de la Porte-de-Montreuil.

## Origine du nom
Cette voie portait le nom d'Édouard Glissant (1928-2011), écrivain, poète et philosophe martiniquais, mais la promenade Édouard-Glissant, dans le 7e arrondissement où il vivait, face au quai Aimé-Césaire, a été votée en 2021, pour les 10 ans du décès de l'écrivain, par décision du Conseil de Paris.

## Historique
La voie a été ouverte sous le nom de « voie EI/20 » et a pris son ancienne dénomination en mai 2015.
En mars 2021, la voie est débaptisée et reçoit l'indexation temporaire FV/20 dans l'attente de sa suppression.